# 各務原市北清掃センター
各務原市北清掃センター（かかみがはらしきたせいそうセンター）は、岐阜県各務原市にある清掃工場である。

## 概要
各務原市廃棄物の処理及び清掃に関する条例に基づき設置された施設である。
施設は焼却施設（溶融炉棟）とリサイクル施設（リサイクル施設・ペットボトル処理施設）から成り、延床面積は14,628.04m2。
各務原市の市営の焼却場は、大佐野町のし尿処理場（後の各務原市衛生センター（各務原市クリーンセンターの前身））に併設して、1969年（昭和44年）3月から市営ゴミ焼却場（後に各務原市南清掃センターに改称）が運用されていたが、施設の老朽化もあり、新たな清掃工場として設置されたのが北清掃センターである。

## 沿革
- 1978年（昭和53年）
  - 2月 - 完成[4][5]。
  - 4月 - 稼働開始[6]。
- 2000年（平成12年） - ペットボトル処理施設が完成[2]。
- 2003年（平成15年）3月 - 新焼却施設が完成[2]。
- 2011年（平成23年）
  - 3月 - 新リサイクル施設が完成[2]。
  - 4月 - 川島地区のごみを全面搬入を開始。

## 施設概要
焼却施設
- 焼却炉形式：高温ガス化直接溶融炉（シャフト炉式）（JFEエンジニアリング製）[7]
- 焼却能力：192t/日
- 排ガス処理：
  - ろ過式集じん装置（バグフィルタ）
  - 乾式有害ガス除去装置（消石灰・活性炭吹込み）
  - 触媒脱硝装置（アンモニア吹込み）
- 余熱利用設備：施設内の給湯、冷暖房。高齢者生きがいセンター稲田園へ温水供給。
- 発電設備：2400KW/h（最大）
- 可燃性粗大ごみ破砕機：5時間あたり34t

リサイクル施設
- 粗大ごみ破砕機：5時間あたり34t
- びん処理設備：5時間あたり6t
- かん処理設備：5時間あたり3t
- ペットボトル処理設備：5時間あたり3t

## 利用案内
- 所在地：岐阜県各務原市須衛2500番地1[1]
- 搬入受入時間：8:45 - 16:00（平日）　8:45 - 11:00（土曜日）[8]
- 休所日：日曜日、年末年始（12月31日 - 1月3日）[8]

休所日、休日、12月29日及び30日については、家庭ごみの自己搬入の受入は不可。

## 周辺施設
- 各務原市福祉の里
- 各務原市高齢者生きがいセンター稲田園